# Batak (Indonesia)

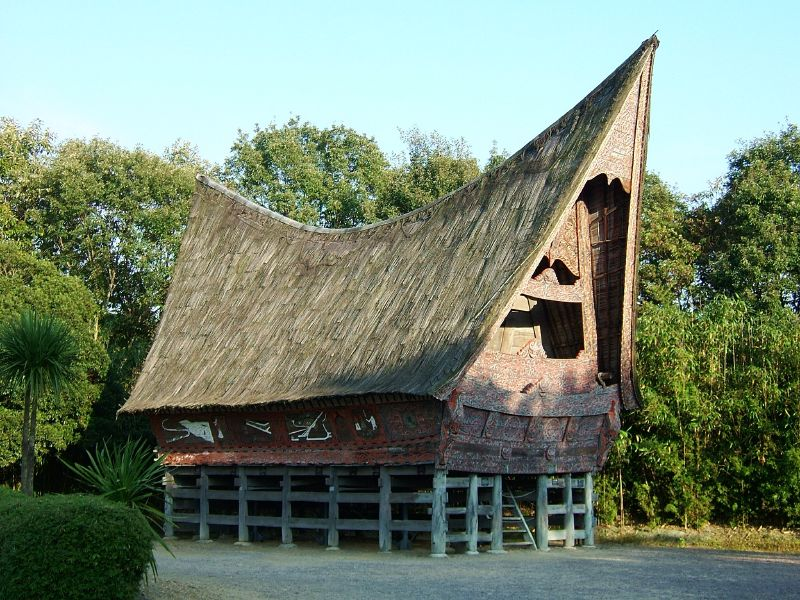
Vivienda típica batak.

Los batak son uno de los pueblos de Indonesia. Su área central está en el norte de Sumatra con centro en el lago Toba.
Antes de su pacificación bajo el gobierno colonial neerlandés de las Indias orientales, los batak eran conocidos como fieros guerreros y caníbales. Después, el cristianismo fue ampliamente abrazado y la iglesia Batak es actualmente la mayor congregación cristiana de Indonesia.
La sociedada batak es patriarcal y existe un sistema de dote. La cultura batak destaca en la tejeduría, tallado de madera y especialmente en sus adornadas tumbas de piedra. Su cultura de enterramiento es muy rica y compleja e incluye una ceremonia en la cual los huesos de los propios ancestros son reenterrados varios años tras la muerte.
Los batak hablan una variedad de lenguajes muy relacionados, todos miembros de la familia de los lenguajes austronesios
Se cree que los ancestros de los batak navegaron a través del océano Índico y colonizaron Madagascar.
Hay cinco grupos de los bataks: 
- Batak Toba.
- Batak Karo.
- Batak Simalungun.
- Batak Angkola.
- Batak Pakpak Dairi.

Cada etnia tiene cultura propia y alfabeto propio también.